# 乌马里
乌马里是巴西塞阿拉州的一个市镇。总面积263.917平方公里，总人口7576人，人口密度28.7人/平方公里。